# Municipio XVIII
Municipio XVIII is een stadsdeel met ongeveer 134.000 inwoners in het westen van de stad Rome.

## Onderverdeling
Aurelio Sud, Val Cannuta, Fogaccia, Aurelio Nord, Casalotti di Boccea, Boccea